# Sasso di Simone
Il Sasso di Simone è un enorme blocco di roccia calcarea che si erge come un parallelepipedo regolare dalle montagne dell'Appennino tosco romagnolo, raggiungendo un'altitudine di 1204 m s.l.m. e dominando la regione del Montefeltro. Oggi rientra all'interno della Riserva naturale del Sasso di Simone tra la provincia di Arezzo (comune di Sestino) e la provincia di Pesaro-Urbino (comune di Carpegna).

## Storia
Costituito da sedimenti marini terziari, depositatisi nel Tirreno settentrionale, è un frammento delle falde rocciose appenniniche che, emergendo dal mare e traslando da occidente ad oriente, sono andate via via frammentandosi e sono oggi presenti in affioramenti, lungo tutta la catena appenninica, dal Casentino al Monte Fumaiolo e fino all'Adriatico, e terminano a settentrione con la rupe del Monte Titano a San Marino.
Secondo un cronista del Settecento dalla sua sommità sarebbe stato possibile vedere la costa dell'Adriatico da Venezia ad Ancona, i monti dalmati e le Alpi trentine. Sembra debba l'origine del suo nome ad un eremita venuto dall'oriente, detto appunto Simone, che stabilì qui la sua isolata dimora spirituale. Come dimostrano i reperti rinvenuti sull'altopiano, il Sasso fu frequentato fino dall'età del bronzo.

### La Città del Sole
(missiva di Simone Genga al Granduca Francesco de' Medici nel luglio del 1577)
Sasso Simone fu scelto da Cosimo I nel 1565 nel contesto di un disegno politico perseguito a difesa e potenziamento dello stato di Firenze per costruirvi una città-fortezza che verrà denominata Città del Sole, toponimo analogo a quello di Terra del Sole, l'altra città-fortezza medicea costruita in terra romagnola. Infatti Sasso Simone rappresentava un nodo strategico del Granducato di Toscana in contrapposizione al castello di San Leo nel Montefeltro. Fu progettata dagli architetti Giovanni Camerini e Simone Genga, venne utilizzata nella sua doppia funzione sia di città militare che civile per quasi un secolo; poi, per avverse condizioni naturali e le mutate condizioni politiche, la sua costruzione non fu completata e la città venne abbandonata definitivamente alla fine del XVII secolo. Soltanto una strada lastricata ed alcuni ruderi rimangono oggi a testimonianza dell'ambizioso insediamento.

## Aree naturali protette
Assieme al monte Simoncello esso costituisce il Parco naturale regionale del Sasso Simone e Simoncello e fa parte di due SIC: Sasso Simone e Simoncello (IT5180008) e Monti Sasso Simone e Simoncello (IT5310003), rispettivamente di 1665 ha e di 1190 ha.
Il Sasso Simone è tutelato anche da un'altra area naturale protetta, la Riserva naturale del Sasso di Simone, una riserva provinciale interamente ricompresa nella provincia di Arezzo, in Toscana. La riserva è stata istituita nel 1996 e occupa una superficie di 1.604 ha.

## Flora
La flora del Sasso Simone è composta da boschi (di tipo mediterraneo-montani), pascoli, prati, praterie arbustate e cespuglieti. I boschi sono costituiti essenzialmente dal carpino bianco e nero e dal cerro, con un'estensione pari a circa 800 ettari. Sono inoltre presenti l'acero, l'agrifoglio, il faggio, il frassino, il nocciòlo, il sorbo domestico e montano, il tasso. Nel sottobosco cresce il baccaro comune e il fiordaliso montano. Sulle praterie sommitali non è raro incontrare il giglio rosso.

## Fauna
Mammiferi ungulati: daino, capriolo, cinghiale.
Mammiferi carnivori: lupo, volpe, tasso, donnola, faina, puzzola.
Mammiferi roditori: moscardino, scoiattolo, topo selvatico, arvicola, ghiro, istrice.
Mammiferi eulipotifli: toporagno, riccio, crocidura minore, crocidura a ventre bianco, talpa comune.
Sono inoltre presenti altri mammiferi: la lepre appenninica e diverse specie di chirotteri.
Anfibi: tritone crestato e punteggiato, rana rossa e verde, raganella, rospo comune, geotritone, salamandra pezzata.
Rettili: vipera comune, biacco, saettone, biscia dal collare barrata, lucertola muraiola e campestre, ramarro, luscengola, orbettino italiano.
Uccelli: sparviere, astore, gheppio, poiana, aquila reale, falco pellegrino, lanario, biancone, lodolaio, falco pecchiaiolo, albanella, barbagianni, gufo comune, allocco, civetta, falco di palude, picchio verde, picchio rosso maggiore, picchio rosso minore, succiacapre, gazza, calandro, beccamoschino, ortolano, cardellino, verzellino.